# 여성주의 생물학
여성주의 생물학 또는 페미니스트 생물학은 성별 가치의 영향, 성별 편견 제거, 생물학적 연구 및 관행에서 사회적 가치의 전반적인 역할에 대한 이해와 관련된 생물학에 대한 접근 방식이다. 페미니스트 생물학은 무엇보다도 위스콘신-매디슨 대학의 루스 블레이어 박사(1984년 저작인 과학과 젠더: 생물학에 대한 비판과 여성에 대한 이론을 저술했으며 페미니스트 생물학에 대한 대학의 기부 친교에 영감을 주었음)에 의해 설립되었다. 이는 세포 생물학과 성별 선택의 메커니즘에서 "젠더"와 "섹스"와 같은 단어의 의미 평가에 이르기까지 다양한 문제에 대한 페미니스트 비판을 통합함으로써 생물학을 향상시키는 것을 목표로 한다. 전반적으로 이 분야는 광범위하게 정의되며 생물학적 및 페미니스트 실천의 배후에 있는 철학과 관련이 있다. 이러한 고려 사항은 페미니스트 생물학을 논쟁의 여지가 있고 그 자체와 충돌하게 만든다. 특히 생물학적 결정론의 문제와 관련하여 남성과 여성에 대한 설명적인 성 용어는 본질적으로 제한적이거나 극단적인 포스트모더니즘으로 신체를 사회적 구성물로 간주한다. 그러나 결정론자에서 포스트모더니스트에 이르기까지 다양한 의견에도 불구하고 생물학자, 페미니스트, 다양한 명칭의 페미니스트 생물학자는 페미니스트 이데올로기를 생물학적 실천과 절차에 적용하는 것이 유용하다고 주장했다.